# Leif Kobbelt
Leif Kobbelt (né le 12 décembre 1966 à Cologne) est un chercheur en informatique spécialisé en infographie. Depuis 2001, il est à la tête de l'Institut d'infographie et de multimédia de l'université RWTH à Aachen.

## Carrière
Après avoir obtenu son diplôme en 1992 et soutenu sa thèse de doctorat en 1994 en informatique à l'Institut de technologie de Karlsruhe, il travaille à l'Université du Wisconsin à Madison, à l'Université d'Erlangen-Nuremberg et à l'Institut Max-Planck d'informatique avant de rejoindre l'Université RWTH à Aachen en 2001. Là, il forme un groupe de recherche de renommée internationale qui conduit finalement à la fondation du Visual Computing Institute à RWTH en 2015. 
Parmi ses sujets de recherche , on peut citer la reconstruction 3D, la géométrie algorithmique, le rendu en temps réel, la fabrication numérique 3d ou encore les applications multimédias. Kobbelt a publié un nombre important d'articles marquants dans des conférences et des revues internationales de premier plan. Il est également consultant, critique et éditeur pour des sociétés internationales, des organismes de recherche et des revues. 
Pour l'ensemble de ses recherches, il reçoit le prix Heinz-Maier-Leibnitz en 2000, le prix Eurographics Outstanding Technical Contribution Award 2004, deux Günther Enderle Awards (en 1999 et 2012), un ERC Advanced Grant 2013  et le prix Gottfried Wilhelm Leibniz  en 2014. Il a été nommé Fellow Member de l'Association Eurographics (2008) et professeur émérite de l'Université RWTH Aachen (2013). En 2015, il est devenu membre de l' Academia Europaea et en 2016 membre de l' Académie des sciences, des lettres et des arts de Rhénanie du Nord-Westphalie . 
Outre l'enseignement universitaire, Leif Kobbelt est très actif dans la vulgarisation de sujets scientifiques après du grand public,.